# Mariana Starke
Mariana Starke (* Ende September 1762 in Epsom, Surrey; † 18. April 1838 in Mailand), vereinzelt auch Mariana Stark, war eine britische Schriftstellerin und Übersetzerin, die insbesondere für ihre Reiseberichte und -führer für das Kontinentaleuropa der Grand Tour bekannt wurde.

## Leben
Starke wurde Ende September 1762 in Epsom (Surrey) bei London geboren und dort am 23. Oktober 1762 getauft. Ihr Vater Richard Starke (1719–1794) war ein Mitarbeiter der East India Company und hatte von 1752 bis zu seiner Rückkehr nach England 1756 als Vize-Kommandeur von Fort St. David bei Madras gedient. Ihre Mutter hieß Mary Starke (1734/35–1816). Gemeinsam mit einem Bruder und einer Schwester wuchs Mariana in Epsom auf. Gemeinsam mit Millicent Pankhurst publizierte sie 1787 eine englischsprachige Übersetzung von Félicité de Genlis’ Théâtre d’Éducation. Wenig später begann sie, Theaterstücke zu schreiben. Ein erstes Werk namens The British Orphan blieb unveröffentlicht, doch später publizierte sie mit The Sword of Peace (1789) und The Widow of Malabar (1791) zwei Stücke über das koloniale Indien. Letzteres Werk adaptierte sie von Antoine-Marin Lemierres La veuve du Malabar ou L’Empire des coutumes (1770). Eine anonyme Publikation namens The Poor Soldier (1789), das von einem Loyalisten in South Carolina zum Zeitpunkt der Unabhängigkeit der Vereinigten Staaten handelt, wird üblicherweise ebenfalls Starke zugeschrieben. Dabei handelt es sich um ein Poem, also um ein längeres Gedicht. Im Jahr 1800 veröffentlichte Starke ein weiteres Theaterstück mit dem Titel The Tournament, in dem sie den beliebten literarischen Stoff des Lebens der Agnes Bernauer aufgriff und das auf dem Trauerspiel Agnes Bernauerin von Joseph August von Toerring (1780) basierte. Allerdings schrieb sie das traurige Ende von Toerring um und ersetze es mit einem glücklichen Finale.
1792 brachen Mariana, ihre Eltern und ihre Schwester auf eine lange Reise durch Kontinentaleuropa auf, die damals berühmte Grand Tour. Sowohl ihre Eltern und ihre Schwestern erkrankten an Tuberkulose und wurden von Mariana gepflegt. Ihre Schwester starb 1792 in Nizza und ihr Vater 1794 in Pisa. Gemeinsam mit ihrer Mutter setzte sie die Reise jedoch fort, ehe die beiden 1798 nach England zurückkehrten. Nach ihrer Rückkehr begann sie, ihre Erfahrungen niederzuschreiben und zu veröffentlichen. Zunächst publizierte sie 1800 in zwei Bänden ihre Letters from Italy, die 1802 unter dem Titel Travels in Italy mit einigen Ergänzungen nochmals erschienen. 1811 folgte eine freie Übertragung der italienischsprachigen Werke des Dichters Carlo Maria Maggi ins Englische, ergänzt um eigene Sonette. Weitere eigene Gedichte veröffentlichte sie im Monthly Magazine. Zu diesem Zeitpunkt lebte sie im Seebad Exmouth in Devon. Nach einer weiteren Reise nach Italien von 1817 bis 1819 veröffentlichte sie weitere Reiseführer, bei denen es sich im Grunde genommen um erweiterte Überarbeitungen der Letters from Italy handelte. 1820 erschienen so ihre Travels of the Continent (1820), gefolgt von den Information and Directions for Travellers on the Continent (1824). Beide Versionen wurden mehrfach aufgelegt und übersetzt. Weitere Reisen führten sie von 1824 bis 1825 und von 1827 bis 1830 erneut durch Kontinentaleuropa und lieferten Material für zukünftige Ergänzungen. 1832 legte sie unter diesen Umständen ihre Travels in Europe vor. Der Erfolg dieser Bücher inspirierte ihren Verlag John Murray, eine ganze Reihe von Reiseführern zu beginnen, die das Verlagshaus schließlich bekannt machten. Auch Raubkopien ihrer Werke erschienen; darunter eine französische Version von Jean-Marie-Vincent Audin (1826). Auf dem Rückweg einer Reise nach Neapel starb Starke am 18. April 1838 in Mailand.

## Veröffentlichungen
Theaterstücke
- The Sword of Peace; or, A Voyage of Love; A Comedy, in Five Acts. J. Debrett, London 1789.
- The Poor Soldier; an American Tale, Founded on a Recent Fact. J. Walter, London 1789.
- The Widow of Malabar, a Tragedy, in Three Acts. William Lane, London 1791.
- The Tournament, a Tragedy: Imitated from the Celebrated German Drama Entitled, Agnes Bernauer, which was Written by a Nobleman of High Rank, and Founded on a Fact, that Occurred in Bavaria about the Year 1435. R. Phillips, London 1800.

Reiseliteratur
- Letters from Italy, between the Years 1792 and 1798, containing A View of the Revolution in that Country, from the Capture of Nice by the French Republic to the Expulsion of Pius VI. from the Ecclesiastical State: Likewise pointing out The Matchless Works of Art which Still Embellish Pisa, Florence, Siena, Rome, Naples, Bologna, Venice, &c. With Instructions for the Use of Invalids and Families Who May Not Choose to Incur the Expence Attendant upon Travelling with a Courier. Zwei Bände. R. Phillips, London 1800.
  - Briefe über Italien. Tasche und Müller, Gießen 1802.
- Travels in Italy, between the Years 1792 and 1798, containing A View of the Late Revolutions in that Country, from the Capture of Nice by the French Republic to the Expulsion of Pius VI. from the Ecclesiastical State: Likewise pointing out The Matchless Works of Art which Still Embellish Pisa, Florence, Siena, Rome, Naples, Bologna, Venice, &c. With Instructions for the Use of Invalids and Families Who May Not Choose to Incur the Expence Attendant upon Travelling with a Courier. Also a Supplement, comprising Instructions for Travelling in France, with Descriptions of all the Principal Roads and Cities in That Republic. Zwei Bände. R. Phillips, London 1802.
- Travels on the Continent: Written for the Use and Particular Information of Travellers. John Murray, London 1820.
- Information and Directions for Travellers on the Continent. John Murray, London 1824.
- Travels in Europe, for the Use of Travellers on the Continent, and Likewise in the Island of Sicily. John Murray, London 1832.

Übersetzungen und Dichtungen
- mit Millicent Pankhurst: Madame la Marquise de Sillery: The Theatre of Education. Vier Bände. J. Walter, London 1787.
- The Beauties of Carlo-Maria Maggi, Paraphrased; To Which Are Added, Sonnets. Longman, Burst, Rees, and Orme, London / Upham, Bath / Barratt, Bath 1811.